# Kjartan Hatløy
Kjartan Hatløy (* 16. Februar 1954 in Hyllestad, Norwegen) ist ein norwegischer Dichter. Er gilt als einer der besten zeitgenössischen Lyriker Norwegens.

## Leben und Wirken
Hatløy wuchs in Sørbøvåg am Åfjorden in der Provinz Sogn og Fjordane in Westnorwegen auf, wo er noch heute lebt. Er studierte Philosophie und arbeitete sechzehn Jahre als Werftarbeiter. Seinen ersten Gedichtband veröffentlichte er 1996. Autodidaktisch brachte er sich die Deutsche Sprache bei, die er fließend spricht. 
Zwei seiner Werke sind in deutscher Sprache in der Übersetzung von Klaus Anders erschienen. Daneben gibt es auch Prosawerke, aber Hatløy ist eher als Lyriker bekannt. 
2016 drehte der deutsche Filmemacher Frank Wierke einen Dokumentarfilm über den Dichter mit dem Titel "Solreven/Sonnenfuchs".
In seiner Lyrik sind es vor allem dichte Naturbeschreibungen, die den allein auf einem Fjord lebenden Mann durch die Beschreibung von Flora und Fauna, aber auch des Todes oder der Landschaft zu den eindrücklichsten Dichtern seines Landes machen. 
2021 erhielt er den renommierten Dobloug-Preis der an herausragende Autoren aus Norwegen und Schweden verliehen wird.

## Werke
- Solreven, 1996, Lyrik.
- Svarande pupill, 1997, Lyrik.
- Svarte lyn, 1999, Lyrik.
- Stasjon smale seng, 2001, Lyrik.
- Steg frå klår himmel, 2003, Lyrik.
- Riket er vårt, damti damti, 2005, Lyrik.
- I kråkekrins, 2006, Lyrik.
- Fjord, 2011, Lyrik.
- Kjøkkendikt, 2012, Lyrik.
- Mi meinings hus : dikt,  2014, Lyrik.
- Den kvite vegen : stemningar frå Salbu, 2016, Lyrik.
- Dikt i samling, 2017, Lyrik.
- Menneskedagar, 2018, Lyrik.

### Übersetzungen ins Deutsche
- Die Lippen verlangen nach Ocker, 2016, Edition Offenes Feld.
- Der weiße Weg. Stimmungen aus Salbu. 2018. Edition Rugerup.